# Т-100-Z
Т-100-Z (читается как «Т-100-зет») — экспериментальный проект советского двухбашенного тяжёлого танка проектировавшегося на базе тяжелого танка Т-100.

## История создания

Та самая башня

Используя опыт Советско-Финской войны 1939—1940 годов на базе танка Т-100 был разработан танк для борьбы с долговременными опорными пунктами. Для этого планировалось заменить на танке башню со стандартной 76-мм пушкой, башней оснащенной 152 мм гаубицей. В марте 1940 года новая башня с 152-мм гаубицей М-10 была готова. Проект танка со 152-мм арт системой получил индекс T-100Z (зет). История названия происходит от того, что первой попыткой создания на базе танка Т-100 штурмового танка была Т-100Х. САУ со 130-мм орудием в неподвижной рубке. Дальнейшим развитием Т-100X стала Т-100Y. Т-100Y или же СУ-100Y была изготовлена в единственном экземпляре и поныне экспонируется в Музее бронетанковой техники и вооружения в подмосковной Кубинке.
Так как на вооружение были приняты тяжелые танки КВ-1 и КВ-2, АБТУ РККА прекратило работы по танку Т-100 и его модификациям. Аргументируя это решение тем, что: «Т-100 заданным ТТХ соответствует. Рекомендовать для принятия на вооружение Красной Армии нецелесообразно, так как изготовлен и принят танк КВ». Изготовленная новая башня со 152 мм орудием так и не была установлена на танк. Использовалась в качестве ДОТа на подступах к Ленинграду во время Великой Отечественной войны.